# Tranvia Messina-Barcellona Pozzo di Gotto
La tranvia Messina-Barcellona Pozzo di Gotto era una linea tranviaria extraurbana attiva fra il 1890 e il 1932 che collegava Messina con Barcellona, cittadina che si affaccia sul Tirreno nella parte settentrionale della provincia.

## Storia

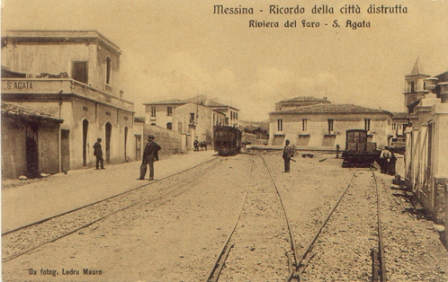
La stazione di Sant'Agata, nella sistemazione di fine Ottocento

Dopo il susseguirsi di numerose proposte da più parti avanzate, nel 1888 fu presentato un progetto a cura della Société Anonyme des Tramways Siciliens (SATS), una società fondata con capitali belgi il 14 novembre di tale anno legata fra l'altro alla società Cockerill di Marcinelle. Contestualmente furono stipulati i contratti di concessione con il Comune di Messina e la Provincia per l'utilizzo dei tratti di strada di rispettivo interesse.
La prima sezione della linea, dalla pescheria di Messina a Granatari e Torre Faro, fu inaugurata il 19 maggio 1890, mentre i tronchi successivi furono inaugurati posteriormente: l'ultimo tronco ad essere aperto fu quello tra S. Lucia e Tono il 31 maggio 1893, data di completamento dell'intero tracciato tra Messina e Barcellona.
Il devastante terremoto del 1908 comportò pesanti danni alla tratta urbana e conseguenze di tipo finanziario per la società di gestione, che portarono allo scioglimento del contratto con la società belga il 6 gennaio 1910. La nuova concessionaria, che mantenne l'originaria denominazione SATS, faceva capo alla società locale Borioli e La Porta, costituita da consiglieri di amministrazione della precedente gestione; la stessa divenne ufficialmente operativa all'atto della firma della nuova convenzione, avvenuta il 3 febbraio 1912. Nel frattempo, l'8 novembre 1911, il servizio era stato ripristinato tra Messina, Faro e Barcellona, ma il capolinea in città si attestava alla Capitaneria, bisognerà aspettare il successivo 2 dicembre per vedere riattivato il binario lungo via Vittorio Emanuele sino alla Dogana e per vedere ricongiunta la linea Messina-Faro a quella Messina-Giampilieri.
La nuova impresa, presieduta dal celebre ingegnere ungherese Kálmán Kandó e diretta dall'amministratore delegato Giuseppe Battaglia, era titolare della concessione di una rete urbana ed extraurbana totalmente rinnovata. Anche la direzione e la presidenza della società furono rinnovate, passando rispettivamente a Giorgio Pierce e ad Amedeo Chaffourier.
Il 1º luglio 1917 venne solennemente inaugurata la trazione elettrica: i tram a vapore per Barcellona condividevano i binari elettrificati della linea extraurbana per Faro sino a Granatari, località dalla quale la vecchia linea proseguiva esclusivamente per la trazione a vapore lungo la riviera tirrenica.
Il traffico merci riprese esclusivamente a carro completo.
Un cambiamento importante, sebbene solo dal punto di vista amministrativo, si ebbe dal 1923 quando la linea Granatari-Barcellona viene riscattata dallo Stato e, pur sempre affidata alla SATS per l'esercizio, riclassificata quale linea ferroviaria secondaria. La linea cominciava tuttavia a risentire della vetustà degli impianti e delle soggezioni date dalla trazione a vapore fra Messina e Barcellona, che comportava tempi di viaggio dell'ordine delle 4 ore.
La chiusura all'esercizio avvenne in due fasi: nel 1928 la tratta a vapore venne limitata fino a Bauso (l'odierna Villafranca Tirrena), il 31 dicembre 1932 con la chiusura del tratto da Messina a Villafranca Tirrena cessò definitivamente il servizio tranviario con trazione a vapore.

## Caratteristiche
| Unused urban continuation backward |

|  |  | Unknown route-map component "uexHST" |

| Unknown route-map component "uexCONTgq" | Unknown route-map component "uexABZq+l" | Unknown route-map component "uexABZgr" |  |  |

|  | Unused straight waterway | Unknown route-map component "uexKRWgl+l" | Unknown route-map component "uexCONTfq" |  |

|  | Unknown route-map component "uexABZgl" | Unknown route-map component "uexABZg+r" |  |  |

|  | Unknown route-map component "uexBHF" | Unused straight waterway |  |  |

|  | Unknown route-map component "uexSTRl" | Unknown route-map component "uexABZg+r" |  |  |

| Unknown route-map component "uexHST" |

|  |  | Unknown route-map component "uexABZgl" | Unknown route-map component "uexCONTfq" |  |

| Unknown route-map component "uexHST" |

| Unknown route-map component "uexHST" |

| Unknown route-map component "uexHST" |

| Unknown route-map component "uexHST" |

| Unknown route-map component "uexHST" |

| Unknown route-map component "uexBHF" |

| Unknown route-map component "uexHST" |

| Unknown route-map component "uexKBHFaq" | Unused transverse waterway | Unknown route-map component "uexABZgr" |  |  |

| Unknown route-map component "uexBHF" |

| Unknown route-map component "uexHST" |

| Unknown route-map component "uexHST" |

| Unknown route-map component "uexHST" |

| Unknown route-map component "uexBHF" |

| Unknown route-map component "uexHST" |

| Unknown route-map component "uexHST" |

| Unknown route-map component "uexHST" |

| Unknown route-map component "uexHST" |

| Unknown route-map component "uexBHF" |

| Unknown route-map component "uexHST" |

| Unknown route-map component "uexSTR+GRZq" |

|  |  | Unused straight waterway | Unknown route-map component "exSTR+l" | Unknown route-map component "exCONTfq" |

|  |  | Unknown route-map component "uexHST" | Unknown route-map component "exSTR" |  |

|  |  | Unused straight waterway | Unknown route-map component "xABZg+l" | Unknown route-map component "CONTfq" |

|  |  | Unknown route-map component "uexBHF" | Straight track |  |

|  |  | Unused straight waterway | Stop on track |  |

|  |  | Unknown route-map component "uexHST" | Straight track |  |

|  |  | Unused straight waterway | Station on track |  |

|  |  | Unknown route-map component "uexHST" | Unknown route-map component "xABZgl" | Unknown route-map component "STR+r" |

|  |  | Unknown route-map component "uexBHF" | Unknown route-map component "exHST" | Stop on track |

|  |  | Unused straight waterway | Unknown route-map component "exHST" | Straight track |

|  |  | Unknown route-map component "uexHST" | Unknown route-map component "exHST" | Stop on track |

|  | Unknown route-map component "exSTR+l" | Unknown route-map component "uexmKRZu" | Unknown route-map component "exSTRr" | Straight track |

|  | Unknown route-map component "exSTR" | Unknown route-map component "uexHST" |  | Straight track |

|  | Unknown route-map component "xABZg+l" | Unused waterway under railway bridge | Transverse track | One way rightward |

|  | Straight track | Unknown route-map component "uexBHF" |  |  |

|  | Station on track | Unused straight waterway |  |  |

|  | Straight track | Unknown route-map component "uexBHF" |  |  |

| Unknown route-map component "exSTR+l" | Unknown route-map component "eABZgr" | Unused straight waterway |  |  |

| Unknown route-map component "exHST" | Station on track | Unused straight waterway |  |  |

| Unknown route-map component "xABZg+l" | One way rightward | Unused straight waterway |  |  |

| Straight track |  | Unknown route-map component "uexHST" |  |  |

| Straight track |  | Unknown route-map component "uexBHF" |  |  |

| Straight track |  | Unknown route-map component "uexHST" |  |  |

| Straight track |  | Unknown route-map component "uexHST" |  |  |

| Station on track |  | Unknown route-map component "uexKBHFe" |  |  |

| Continuation forward |

La linea, costruita a scartamento ridotto di 950 mm, seguiva la costa dello Stretto fino a Granatari, proseguiva poi lungo la costa tirrenica attraversando diversi centri della provincia. I raggi minimi di curvatura erano pari a 30 m, con rotaie di tipo Phoenix nei tratti urbani e Vignoles per le tratte extraurbane e in sede propria.
Il tracciato messinese comprendeva un raccordo di servizio con il deposito-officina della SATS, che sorgeva nell'area oggi occupata dall'istituto tecnico "Verona Trento" in via Ugo Bassi allora denominata orto Mosella. Seguendo poi l'attuale via Maddalena, i tram si immettevano in viale San Martino fino alla dogana portuale e da lì in corso Vittorio Emanuele, per attestarsi al capolinea della pescheria
Lasciato il capolinea ed impegnati i viali cittadini intitolati a Vittorio Emanuele e al Principe Amedeo (poi via della Libertà), il binario proseguiva lungo la costa seguendo il tracciato dell'attuale strada statale 113, lungo la quale erano ubicate sei fermate fino alla stazione di Sant'Agata, dotata di binari di precedenza e manovra e di un caratteristico fabbricato viaggiatori a due piani

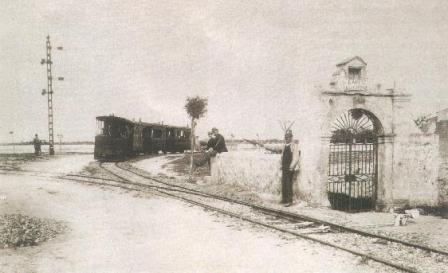
Il bivio per Torre Faro in una classica foto d'epoca

La linea proseguiva attraversando Ganzirri, ov'era presente una fermata, incontrando successivamente la stazione di Granatari e poi il bivio per Torre Faro.
Superate ulteriori tre fermate (il fabbricato di servizio di Tono risulta ancora esistente) e impegnato il ponte sul vallone dei Corsari, si raggiungeva la stazione di Spartà dotata di binario di precedenza e fabbricato viaggiatori. La successiva stazione, raggiunta dopo aver attraversato 5 ulteriori fermate, era Orto Liuzzo, caratterizzata da un curioso edificio in stile floreale che sorgeva nelle adiacenze della villa presente nella zona.
La successiva fermata era la stazione di Bauso, antico nome di Villafranca Tirrena, il cui fabbricato viaggiatori esiste tutt'oggi (dal 1928 i convogli quivi osservavano capolinea e invertivano la marcia).
Dopo due ulteriori fermate la linea tranviaria raggiungeva la stazione di Spadafora; quivi, secondo il progetto originario della SATS, si sarebbe potuto generare traffico di laterizi proveniente dalle locali fornaci. La ferrovia Palermo-Messina veniva oltrepassata con un sottopasso in sede propria per giungere alla successiva stazione tranviaria di Santa Lucia che, oltre al fabbricato viaggiatori a due piani, presentava numerose attrezzature quali un piano caricatore, un rifornitore d'acqua e alcuni binari di precedenza. Impianti merci erano presenti anche presso la successiva stazione di Archi, il cui fabbricato viaggiatori venne in seguito trasformato in sottostazione ENEL.
Tra la fermata di Corriolo e la stazione di Olivarella (dalla quale secondo gli originari progetti avrebbe dovuto originare una diramazione per Milazzo) il binario tranviario cambiava lato della strada, attraversandola diagonalmente, per giungere in una stazione dotata anch'essa di impianti analoghi a quelli di Santa Lucia. Dopo le ultime fermate di Meri e Pozzo di Gotto la tranvia raggiungeva infine il capolinea occidentale di Barcellona, vera e propria stazione di testa dotata di numerosi impianti per il traffico viaggiatori e merci e di una rimessa per il ricovero delle locomotive.
Un'altra rimessa destinata ai rotabili in servizio sulla linea era presente a Granatari.
Negli anni '10, dopo il ripristino seguente al terremoto del 1908, il percorso urbano fu corretto con i tram che furono deviati da via Vittorio Emanuele a via Garibaldi.

## Materiale rotabile
Per l'esercizio a vapore, la bibliografia riporta la presenza nel parco SATS di 18 locomotive a vapore, tutte del tipo cabinato per servizi tranviari, a 2 e 3 assi, di costruzione certamente St. Léonard per le macchine numerate da 1 a 15, di ignota costruzione per le rimanenti. Per una di esse, denominata Barcellona, è stata ipotizzata la cessione alla miniera lignitifera del Baccinello (Grosseto). Di alcune macchine, due delle quali andate distrutte in occasione del terremoto del 1908, non sono reperibili dati specifici.
Completavano la dotazione originaria delle tranvie a vapore messinesi numerose rimorchiate a terrazzini di seconda e terza classe, in seguito accoppiate anche alle elettromotrici, e carri merci a due assi.

### Materiale trazione a vapore - prospetto di sintesi
| Unità            | Anno di costruzione | N. di fabbrica | Rodiggio | Note                                                                                   |
| ---------------- | ------------------- | -------------- | -------- | -------------------------------------------------------------------------------------- |
| 1 - Nettuno      | 1889                | 818            | A 2 assi | Costruzione St. Léonard                                                                |
| 2 - Pace         | 1889                | 819            | A 2 assi | Costruzione St. Léonard                                                                |
| 3 - Ganzirri     | 1889                | 820            | A 2 assi | Costruzione St. Léonard                                                                |
| 4 - Faro         | 1889                | 821            | A 2 assi | Costruzione St. Léonard                                                                |
| 5 - Messina      | 1890                | 852            | A 3 assi | Costruzione St. Léonard                                                                |
| 6 - Corsari      | 1890                | 853            | A 3 assi | Costruzione St. Léonard                                                                |
| 7 - Divieto      | 1890                | 854            | A 3 assi | Costruzione St. Léonard                                                                |
| 8 - Spadafora    | 1890                | 855            | A 3 assi | Costruzione St. Léonard                                                                |
| 9 - Merì         | 1890                | 856            | A 3 assi | Costruzione St. Léonard                                                                |
| 10 - Barcellona  | 1890                | 857            | A 3 assi | Costruzione St. Léonard Ipotizzata la cessione alla miniera lignitifera del Baccinello |
| 11 - Paolo       | 1892                | 924            | A 3 assi | Costruzione St. Léonard                                                                |
| 12 - Giulia      | 1892                | 925            | A 3 assi | Costruzione St. Léonard                                                                |
| 13 - Zaera       | 1894                | 963            | A 3 assi | Costruzione St. Léonard                                                                |
| 14 - S. Stefano  | 1894                | 964            | A 3 assi | Costruzione St. Léonard                                                                |
| 15 - Giampilieri | 1894                | 965            | A 3 assi | Costruzione St. Léonard                                                                |
| ?                | 1878                | ?              | A 3 assi | Costruzione Borsig, radiata prima del 1911                                             |
| ?                | ?                   | ?              | ?        | Andata distrutta in occasione del terremoto del 1908                                   |
| ?                | ?                   | ?              | ?        | Andata distrutta in occasione del terremoto del 1908                                   |